# بسطام
بَسطام نام شهری در شهرستان شاهرود استان سمنان در ایران است. این شهر در ۵ کیلومتری شمال شرقی شاهرود و در بخش بسطام جای دارد و بر اساس سرشماری مرکز آمار ایران سرشماری عمومی نفوس و مسکن سال ۱۳۹۵، جمعیت آن برابر با ۸٬۶۰۹ نفر بوده است.
بسطام از غرب به رشته کوه‌های شاهوار و شهر مجن و از شرق به منطقه میامی و دشت کویر و از شمال و شمال غرب به استان گلستان مرتبط می‌باشد.

## پیشینه

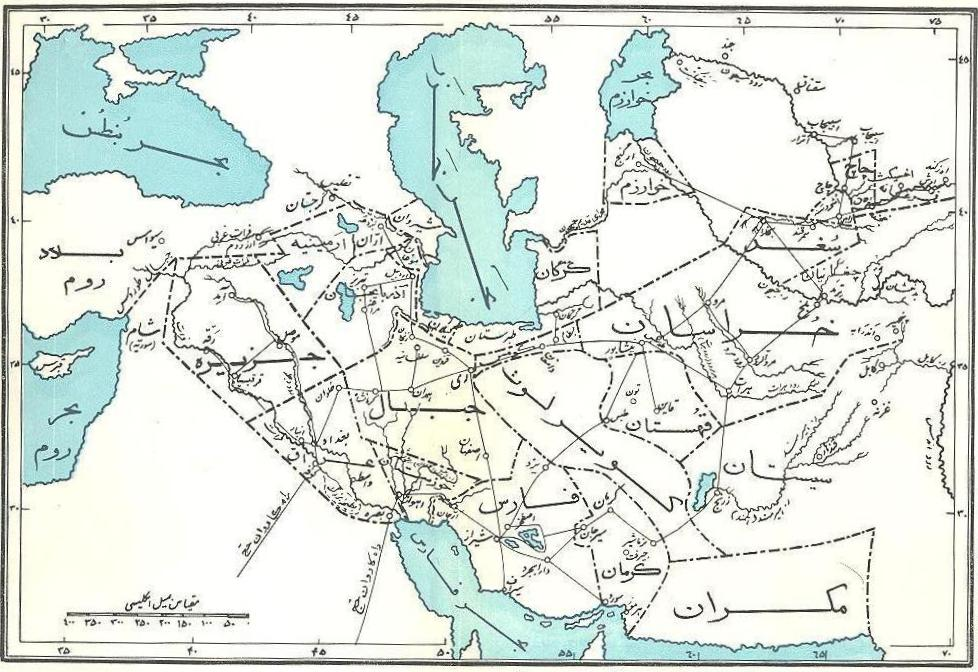
نام بسطام بر روی نقشه ایران در عصر خلفای عباسی، برگرفته از کتاب جغرافیای تاریخی سرزمین‌های خلافت شرقی

تاریخ این شهر به قبل از ورود اسلام به ایران مشخص نیست. بنابر یک روایت حاکم خراسان در زمان خسروپرویز که نام وی «بسطام نام» بود، این شهر را بنا گذاشته است. با توجه به این روایت این شهر را باید شهرهای تأسیس‌شده در دوران شاپور دوم ساسانی دانست. در دورهٔ عباسیان، این شهر دومین شهر ایالت قومس و تالی دامغان بود و پس از حملهٔ مغول رو به انحطاط رفت.
آثار معروف آن از تپه معروف سنگ چخماق در شمال بسطام دیرینگی این شهر را به نمایش می‌گذارد.
در گذشته رشته قنات‌های بسیاری در این شهرجاری بوده که تماماً دارای آبی گوارا و شیرین بود و در حال حاضر قنواتی مانند قنات صادق‌خان که قدمت آن به حدود بیش از ۵۰۰ سال می‌رسد هنوز از اهمیت بسیاری برخوردار است و آب شیرین آن در تابستان بسیار سرد و در زمستان گرم است.
گستهم= بسطام: گستهم در اوستا برابر است با منشور و نیز پهلوانی در شاهنامه که در زبان تازی بسطام شده است و نام شهری در استان سمنان می‌باشد.

## مردم کومشی
مردم کومشی یا کومشی یا قومسی به مردم بومی شهرستان‌های سمنان، سرخه، دامغان و شاهرود گفته می‌شود که به یکی از گویش‌های زبان کومشی گویش می‌کنند. امروزه گویش کومشی تنها در شهرستان سمنان و سرخه و مهدی‌شهر گویش می‌شود و در دیگر نواحی آن زبان فارسی و تاتی و مازندرانی رایج است. به اعتقاد زبانشناسان از منطقه سمنان تا گرمسار هیچ گونه بومی از زبان فارسی شناخته نشده است و شهر سمنان و روستاهای اطراف سمنان گویش کومشی خود را حفط نموده‌اند. عبدالله مقدسی مردم کومش را نه فارس و نه تازی می‌داند و در وصف زبان مردم کومش چنین می‌گوید: «زبان کومش و گرگان به هم نزدیک است. ها بکار می‌برند و می‌گویند هاکن و هاده و آن را حلاوتی‌ست، و زبان مردم طبرستان بدانها نزدیک است مگر در آن شتاب است». پس از فتح ایران توسط اعراب لفظ کومش به قومس تغییر کرد و از آن پس به ولایت کومش قومس گفته می‌شد و به مردم بومی آن قومسی گفته می‌شد. امروزه مردم مازندران و گیلان و گلستان به اهالی سمنان کومشی می‌گویند. اکثر مردم سمنان خود را قومسی و کومشی می‌نامیدند.

## شرایط طبیعی
شهر بسطام آب و هوایی مطبوع در تابستان و سرد در زمستان دارد. باغات زردآلو سراسر شهر را احاطه کرده‌اند. عمده درآمد مردم از همین طریق است. این شهر از سویی به سبب مجاورت کوه‌های شاهوار و ابر دارای زمستان‌های سرد و طولانی است و از طرفی دیگر به دلیل همجواری با کویر دارای آب و هوایی کوهپایه‌ای است و بی شک یکی از خوش آب و هواترین نقاط استان سمنان است.
در جلسهٔ هیئت وزیران در تاریخ ۲۳ خرداد ۱۳۸۶ که در سمنان برگزار شد، این شهر به استناد مادهٔ ۸ قانون تشکیل سازمان میراث فرهنگی و گردشگری، به‌عنوان شهر نمونهٔ گردشگری بین‌المللی تعیین شد.

## مشاهیر

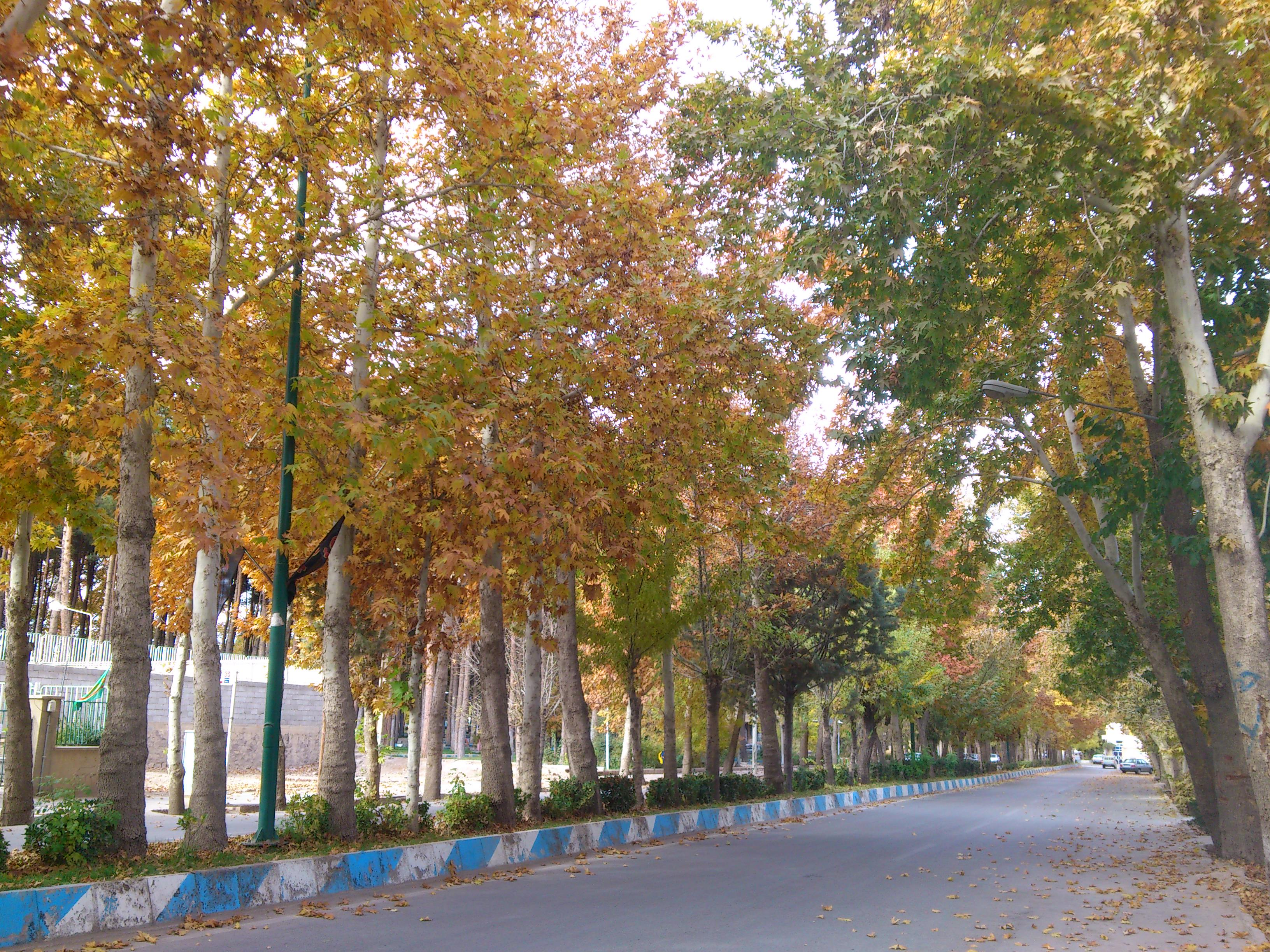
خیابان شهدای بسطام در فصل پاییز

- بایزید بسطامی
- فروغی بسطامی
- عارف بسطامی
- قاضی ظهیرالدین بسطامی[۱۴]

## گردشگری

### جاذبه‌های طبیعی
دشت بسطام که در منطقه شرقی شاهوار از سلسله جبال البرز واقع گردیده به خاطر محصور بودن در میان کوه‌های تپال، بدشت، سیاه کوه و البرز از حاشیه کویر جدا گشته و وفور چشمه ساران، قنوات و چاه‌های عمیق، منطقه‌ای خوش آب و هوا را پدیدآورده که سرتاسر آن را باغات سر سبز و خرم پوشانیده است.
- جنگل ابر
- جنگل اولنگ
- پناه‌گاه حیات‌وحش خوش ییلاق
- منطقه تفریحی قطری
- پارک سر آسیاب بسطام

### جاذبه‌های تاریخی

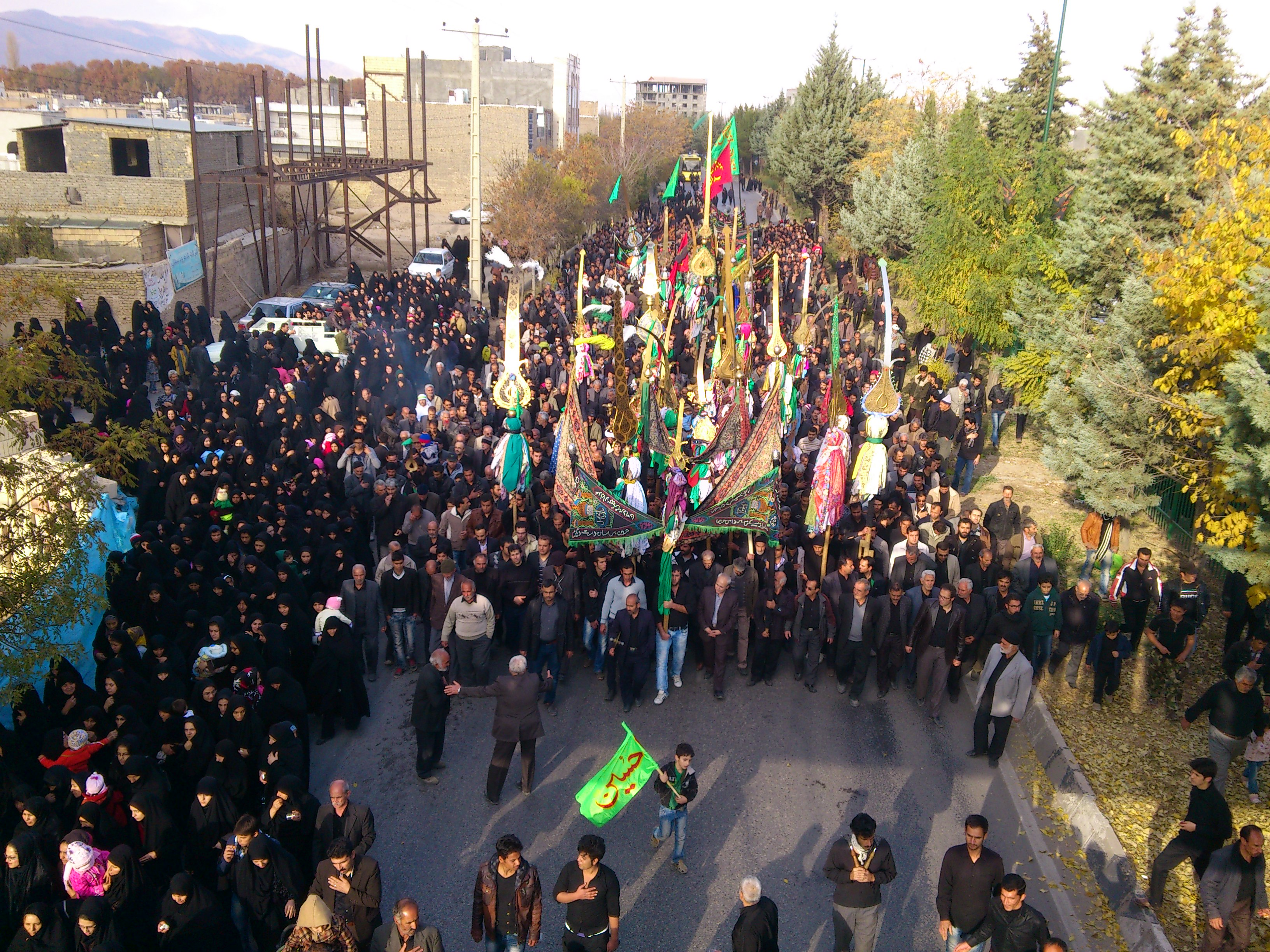
روز عاشورا در بسطام

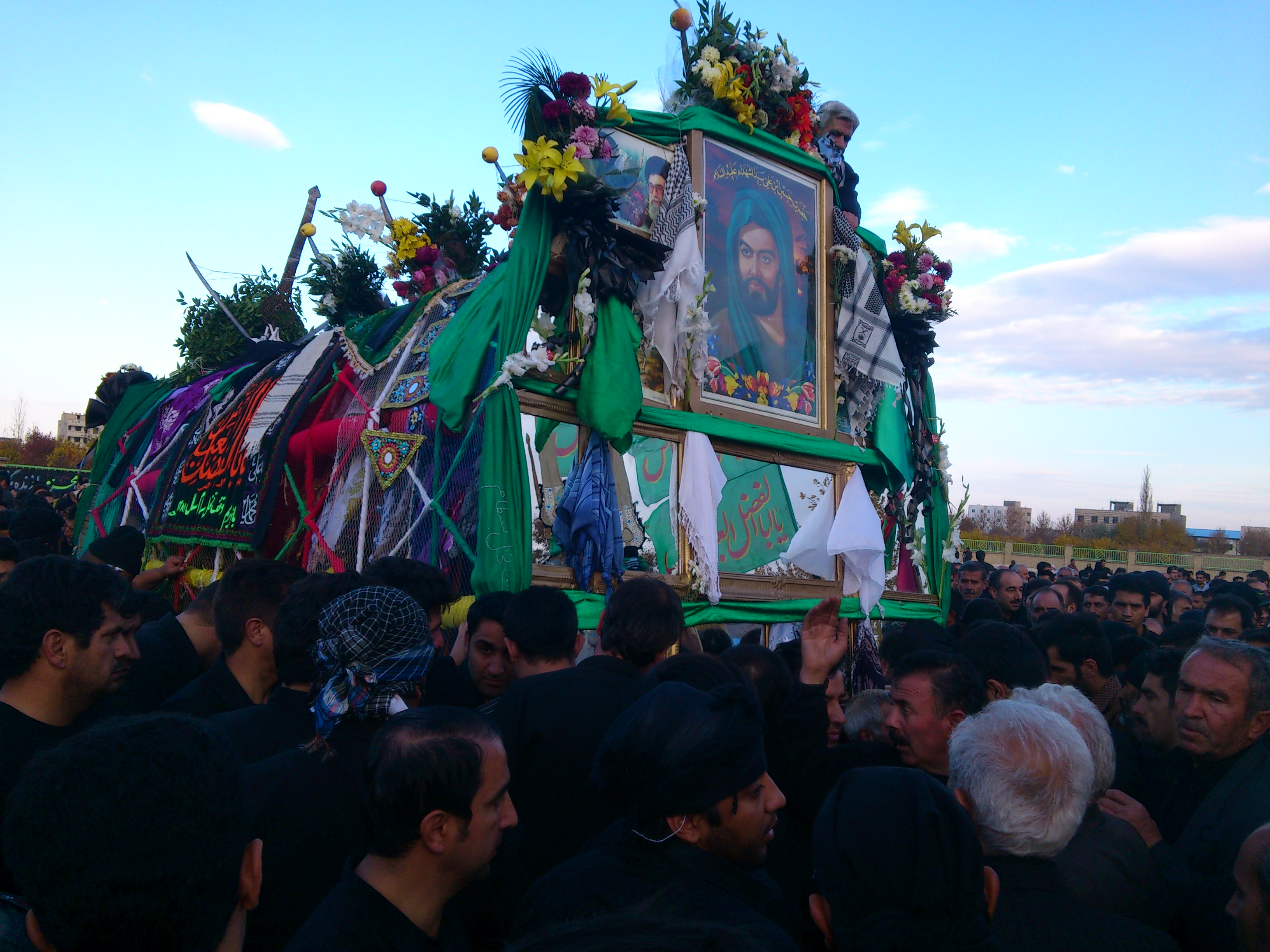
نخل بسطام در روز عاشورا

بر اساس کاوش‌های صورت گرفته در تپه باستانی سنگ چخماق (آتش زنه)، پیشینه تاریخی شهر بسطام را تا هفت هزار سال برمی‌شمارند. بناهای تاریخی به یادگار مانده از قرون اولیه اسلام در این شهر حاکی از فرهنگ غنی اسلامی است که همچون گوهری گران‌بها در سینه تاریخ کشور می‌درخشند. نوع معماری، گچ‌بری و کاشی‌کاری‌های بکار رفته در این مجموعه بناها جزو آثار ارزشمند و منحصربه‌فرد ایران است.
- آرامگاه بایزید بسطامی
- گنبد غازان خان
- مسجد شیخ بسطامی
- صومعه بایزید
- گنبد غازان خان
- منار سلجوقی
- دالان و ایوان الجایتو
- آرامگاه آل کرت
- آرامگاه گمنام
- مدرسه شاهرخی
- برج کاشانه بسطام
- تکیه دولت
- مسجد جامع بسطام
- امامزاده سراوین
- حمام قدیمی قطری
- یخچال بسطام

## خواهرخواندگان
- نیشابور، خراسان[۱۶]